# Georissa laevigata
Georissa laevigata é uma espécie de gastrópode  da família Hydrocenidae.
É endémica de Guam.